# Die Höhle der Löwen/Staffel 10
Die zehnte Staffel der Unterhaltungsshow Die Höhle der Löwen wurde vom 6. September bis zum 25. Oktober 2021 vom deutschen Free-TV-Sender VOX ausgestrahlt. Die Moderation wurde wieder von Ermias Habtu übernommen. Als „Löwen“ waren Carsten Maschmeyer, Judith Williams, Georg Kofler, Dagmar Wöhrl, Ralf Dümmel, Nils Glagau und Nico Rosberg dabei, die sich entsprechend abwechseln, so dass je Produktvorstellung fünf Investoren zu sehen sind.

## Gastlöwen
In der zehnten Staffel waren in Folge 4 mit Anne und Stefan Lemcke erstmals erfolgreiche Gründer aus früheren „Höhle der Löwen“-Staffeln als Investoren dabei („Ankerkraut“ aus Staffel 3).

## Episoden
| Nr. (ges.) | Nr. (St.) | Teilnehmer                                                                           | Premiere D    | Zuschauer |
| ---------- | --------- | ------------------------------------------------------------------------------------ | ------------- | --------- |
| 93         | 1         | classplash ×, Osmans Töchter ○, Asalea ✓, Laufmaus ✓                                 | 6. Sep. 2021  | 1,99 Mio. |
| 94         | 2         | portHy ×, Frau Poppe ✓, Miniatouring ×, KOHPA ✓, Tape Art ○                          | 13. Sep. 2021 | 2,03 Mio. |
| 95         | 3         | Novus ×, Botanyia ✓, independesk ✓, Glossy Seams ✓, JoyBräu ○                        | 20. Sep. 2021 | 2,18 Mio. |
| 96         | 4         | Stur ×, Moovya ×, Holy Pit! ✓, Kleiderly ×, Veggie Crumbz ✓                          | 27. Sep. 2021 | 2,05 Mio. |
| 97         | 5         | Shavent ✓, Löwenkind ✓, Fun with Balls ×, MyTaag ✓, bluegreen ✓                      | 4. Okt. 2021  | 2,20 Mio. |
| 98         | 6         | Catlabs ✓, Iss doch Wurscht ✓, Hackboe ×, HealthMe ✓, Scewo ×                        | 11. Okt. 2021 | 2,47 Mio. |
| 99         | 7         | Scooper ✓, Early Green ✓, Asphaltkind ○, Soapflaker ✓, Wryte ×                       | 18. Okt. 2021 | 2,17 Mio. |
| 100        | 8         | Saatgutkonfetti ○, DeWok ✓, Talking Hands ×, Colorsafe ✓, Grundriss in Lebensgröße ✓ | 25. Okt. 2021 | 2,36 Mio. |

## Gründer und Unternehmen
Die erste Spalte mit der Überschrift # entspricht der Episodennummer der Staffel und der Reihenfolge des Auftritts in der Sendung. Bei der angegebenen Bewertung handelt es sich jeweils um die sogenannte Pre-Money-Bewertung, diese stellt die Bewertung eines Unternehmens vor einer Finanzierungsrunde dar.
| #   | Name                                                                 | Gründer                                                            | Bewertung    | Kapitalbedarf | Anteile | Investment               | Investor                            |
| --- | -------------------------------------------------------------------- | ------------------------------------------------------------------ | ------------ | ------------- | ------- | ------------------------ | ----------------------------------- |
| 1.1 | classplash Musik-Lern-App                                            | Carlos und Rui Duarte Ramalheiro                                   | 3.150.000 €  | 350.000 €     | 10 %    | nein                     | nein                                |
| 1.2 | Osmans Töchter Mezze-Produkte                                        | Arzu Bulut, Yudum Korkut, Constanza Hörrmann                       | 680.000 €    | 170.000 €     | 20 %    | 170.000 € für 25 % 1.2   | Dagmar Wöhrl                        |
| 1.3 | Asalea 1.3 Duft-Spender aus Kieselgur                                | Kim Lohmar                                                         | 280.000 €    | 70.000 €      | 20 %    | 70.000 € für 20 %        | Ralf Dümmel                         |
| 1.4 | Laufmaus Laufsport-Hilfe                                             | Horst Schüler, Martin Rutemöller, Oliver Baumgärtel, Thomas Pieper | 1.320.000 €  | 280.000 €     | 17,5 %  | 280.000 € für 25,1 %     | Carsten Maschmeyer, Nils Glaugau    |
| 2.1 | portHy Handykette mit Desinfektionsmittelspender                     | Jonathan Tenge, Paul Böhlhoff, Julian Hesse                        | 1.800.000 €  | 200.000 €     | 10 %    | nein                     | nein                                |
| 2.2 | Frau Poppe Frikadellen-Gewürzmischung                                | Thomas Leiendecker                                                 | 600.000 €    | 150.000 €     | 20 %    | 150.000 € für 20 %       | Ralf Dümmel                         |
| 2.3 | Miniatouring Teardrop-Anhänger                                       | Hannes Trautmann                                                   | 285.000 €    | 95.000 €      | 25 %    | nein                     | nein                                |
| 2.4 | KOHPA Elektrisch leitendes und abschirmendes Papier                  | Peter Helfer, Walter Reichel                                       | 1.133.333 €  | 200.000 €     | 15 %    | 200.000 € für 33 %       | Carsten Maschmeyer, Dagmar Wöhrl    |
| 2.5 | Tape Art Artikel für Klebebandkunst                                  | Timm Zolpys, Mohamed Ghouneim, Nicolas Lawin, Stephan Meissner     | 700.000 €    | 100.000 €     | 12,5 %  | 150.000 € für 20 % 2.5   | Georg Kofler, Judith Williams       |
| 3.1 | Novus E-Motorrad-Hersteller                                          | Rene Renger, Marcus Weidig                                         | 14.400.000 € | 1.600.000 €   | 10 %    | nein                     | nein                                |
| 3.2 | Botanyia Zweiteiliger Pflanzenübertopf                               | Valentin Muckle, Jeffrey Javelona                                  | 400.000 €    | 100.000 €     | 20 %    | 100.000 € für 30 %       | Ralf Dümmel                         |
| 3.3 | independesk Desksharing-Plattform                                    | Karsten Kossatz                                                    | 850.000 €    | 150.000 €     | 15 %    | 200.000 € für 15 % 3.3   | Carsten Maschmeyer, Georg Kofler    |
| 3.4 | Glossy Seams 3.4 Imprägnierstift für Schuhnähte                      | Lina Bouhmidi                                                      | 550.000 €    | 75.000 €      | 12 %    | 75.000 € für 30 %        | Ralf Dümmel                         |
| 3.5 | JoyBräu Alkoholfreies Proteinbier                                    | Tristan Brümmer, Erik Dimter                                       | 2.700.000 €  | 300.000 €     | 10 %    | 300.000 € für 18 % 3.5   | Nils Glagau                         |
| 4.1 | Stur Gusseisenpfanne                                                 | Filip Mierzwa, Simon Köstler                                       | 3.420.000 €  | 380.000 €     | 10 %    | nein                     | nein                                |
| 4.2 | Moovya Fitness-Gaming-App                                            | Etienne Petermann, Richard Schütze, Jakob Wowy                     | 1.800.000 €  | 200.000 €     | 10 %    | nein                     | nein                                |
| 4.3 | Holy Pit! Veganes Deodorant                                          | Branka Puljic, Asmir Samardzic                                     | 566.666 €    | 100.000 €     | 15 %    | 100.000 € für 20 %       | Anne und Stefan Lemcke              |
| 4.4 | Kleiderly Produkte aus recycelten Textilien                          | Dave und Alina Bassi                                               | 510.000 €    | 90.000 €      | 15 %    | nein                     | nein                                |
| 4.5 | Veggie Crumbz Paniermehl-Alternative aus Gemüse                      | Marlon Harms, Wayne Kock                                           | 1.800.000 €  | 200.000 €     | 10 %    | 200.000 € für 10 %       | Anne und Stefan Lemcke              |
| 5.1 | Shavent Plastikfreier Schwingkopfrasierer                            | Romy Lindenberg, Armin Lutz Seidel                                 | 2.530.000 €  | 220.000 €     | 8 %     | 220.000 € für 15 %       | Judith Williams, Nico Rosberg       |
| 5.2 | Löwenkind Body und Heilkräuterpads                                   | Simone Hilble                                                      | 520.000 €    | 130.000 €     | 20 %    | 130.000 € für 25 %       | Dagmar Wöhrl                        |
| 5.3 | Fun with Balls Interaktive Spielekonsole                             | Markos Kern, Ben Piltz                                             | 14.400.000 € | 1.600.000 €   | 10 %    | nein                     | nein                                |
| 5.4 | MyTaag Digitale Visitenkarten                                        | Davis Zöllner, Berkay Cankiran                                     | 116.666 €    | 50.000 €      | 30 %    | 50.000 € für 30 %        | Carsten Maschmeyer                  |
| 5.5 | bluegreen 5.5 Wassersparender Strahlregler für Duscharmaturen        | Karsten Gaedke, Alexander Schulze                                  | 400.000 €    | 100.000 €     | 20 %    | 100.000 € für 30 %       | Ralf Dümmel                         |
| 6.1 | Catlabs Nachhaltiges, fair produziertes Katzenspielzeug              | Katharina Bickel                                                   | 425.000 €    | 75.000 €      | 15 %    | 75.000 € für 30 %        | Ralf Dümmel, Georg Kofler           |
| 6.2 | Iss doch Wurscht Fertig-Currywurst                                   | Andrea, Dominik und Marco Peters                                   | 100.000 €    | 49.000 €      | 49 %    | 49.000 € für 49 %        | Ralf Dümmel                         |
| 6.3 | Hackboe Mobile Motorhacke mit Reduktionsgetriebe                     | Mike Bökenkröger                                                   | 600.000 €    | 150.000 €     | 20 %    | nein                     | nein                                |
| 6.4 | HealthMe App zum Überprüfen von Lebensmittelinhalten                 | Victoria Noack                                                     | 1.178.571 €  | 250.000 €     | 17,5 %  | 250.000 € für 26 %       | Carsten Maschmeyer, Nils Glagau     |
| 6.5 | Scewo Multifunktionaler Elektrorollstuhl                             | Bernhard Winter, Thomas Gemperle, Pascal Buholzer                  | 45.000.000 € | 5.000.000 €   | 10 %    | nein                     | nein                                |
| 7.1 | Scooper Koffein-Beutel für die Mundhöhle                             | Patrick Fuchs, Michael Gueth                                       | 150.000 €    | 150.000 €     | 50 %    | 150.000 € für 50 %       | Dagmar Wöhrl                        |
| 7.2 | Early Green Vegane Beilagensaucen und Fleischersatzpulver aus Seitan | Nicole und Bernd Sell                                              | 400.000 €    | 100.000 €     | 20 %    | 100.000 € für 30 %       | Ralf Dümmel                         |
| 7.3 | Asphaltkind Dachbox und andere Produkte aus Flachsfaser              | Nils Freyberg, Tiado Janis Pieperhoff                              | 1.303.333 €  | 230.000 €     | 15 %    | 230.000 € für 25,1 % 7.3 | Carsten Maschmeyer, Nico Rosberg    |
| 7.4 | Soapflaker Trockenseifenspender                                      | Stefan Hinüber                                                     | 1.080.000 €  | 120.000 €     | 10 %    | 120.000 € für 30 %       | Ralf Dümmel                         |
| 7.5 | Wryte Digitales Notizheft für Schule und Studium                     | Matthias Schadhauser, Philipp Kramer                               | 2.700.000 €  | 300.000 €     | 10 %    | nein                     | nein                                |
| 8.1 | Saatgutkonfetti Konfetti aus Pflanzensamen                           | Katja Filippenko, Christoph Trimborn, Philip Weyer                 | 900.000 €    | 100.000 €     | 10 %    | 100.000 € für 10 %       | Ralf Dümmel                         |
| 8.2 | DeWok Tisch-Wok-System                                               | Steve Müller                                                       | 700.000 €    | 100.000 €     | 12,5 %  | 100.000 € für 20 %       | Ralf Dümmel                         |
| 8.3 | Talking Hands Lernhilfe für Gebärdensprache                          | Laura Mohn, Maria Möller                                           | 566.666 €    | 100.000 €     | 15 %    | nein 8.3                 | nein 8.3                            |
| 8.4 | Colorsafe Seife mit Farbeffekt für „Waschkontrolle“                  | Katrin Klein                                                       | 900.000 €    | 100.000 €     | 10 %    | 100.000 € für 24 %       | Nils Glagau                         |
| 8.5 | Grundriss in Lebensgröße Maßstabsgetreue Baugrundriss-Visualisierung | Gissou Attaee, Lucas Nummer                                        | 1.200.000 €  | 300.000 €     | 20 %    | 300.000 € für 25,1 %     | Carsten Maschmeyer, Judith Williams |

## Einschaltquoten
| Folge | Datum         | Zuschauer        | Zuschauer     | Marktanteil      | Marktanteil   | Quelle        |
| Folge | Datum         | Durchschnittlich | 14 – 49 Jahre | Durchschnittlich | 14 – 49 Jahre | Quelle        |
| ----- | ------------- | ---------------- | ------------- | ---------------- | ------------- | ------------- |
| 1     | 6. Sep. 2021  | 1,99 Mio.        | 0,94 Mio.     | 8,1 %            | 16,1 %        | [ 8 ]         |
| 2     | 13. Sep. 2021 | 2,03 Mio.        | 0,98 Mio.     | 8,4 %            | 15,4 %        | [ 9 ]         |
| 3     | 20. Sep. 2021 | 2,18 Mio.        | 1,12 Mio.     | 8,7 %            | 17,5 %        | [ 10 ] [ 11 ] |
| 4     | 27. Sep. 2021 | 2,05 Mio.        | 0,98 Mio.     | 7,9 %            | 15,4 %        | [ 12 ] [ 13 ] |
| 5     | 4. Okt. 2021  | 2,20 Mio.        | 1,12 Mio.     | 8,7 %            | 17,8 %        | [ 14 ] [ 15 ] |
| 6     | 11. Okt. 2021 | 2,47 Mio.        | 1,21 Mio.     | 9,1 %            | 18,1 %        | [ 16 ]        |
| 7     | 18. Okt. 2021 | 2,17 Mio.        | 1,07 Mio.     | 8,3 %            | 17,1 %        | [ 17 ]        |
| 8     | 25. Okt. 2021 | 2,36 Mio.        | 1,12 Mio.     | 9,3 %            | 17,3 %        | [ 18 ]        |